# De Nachtwacht in hout

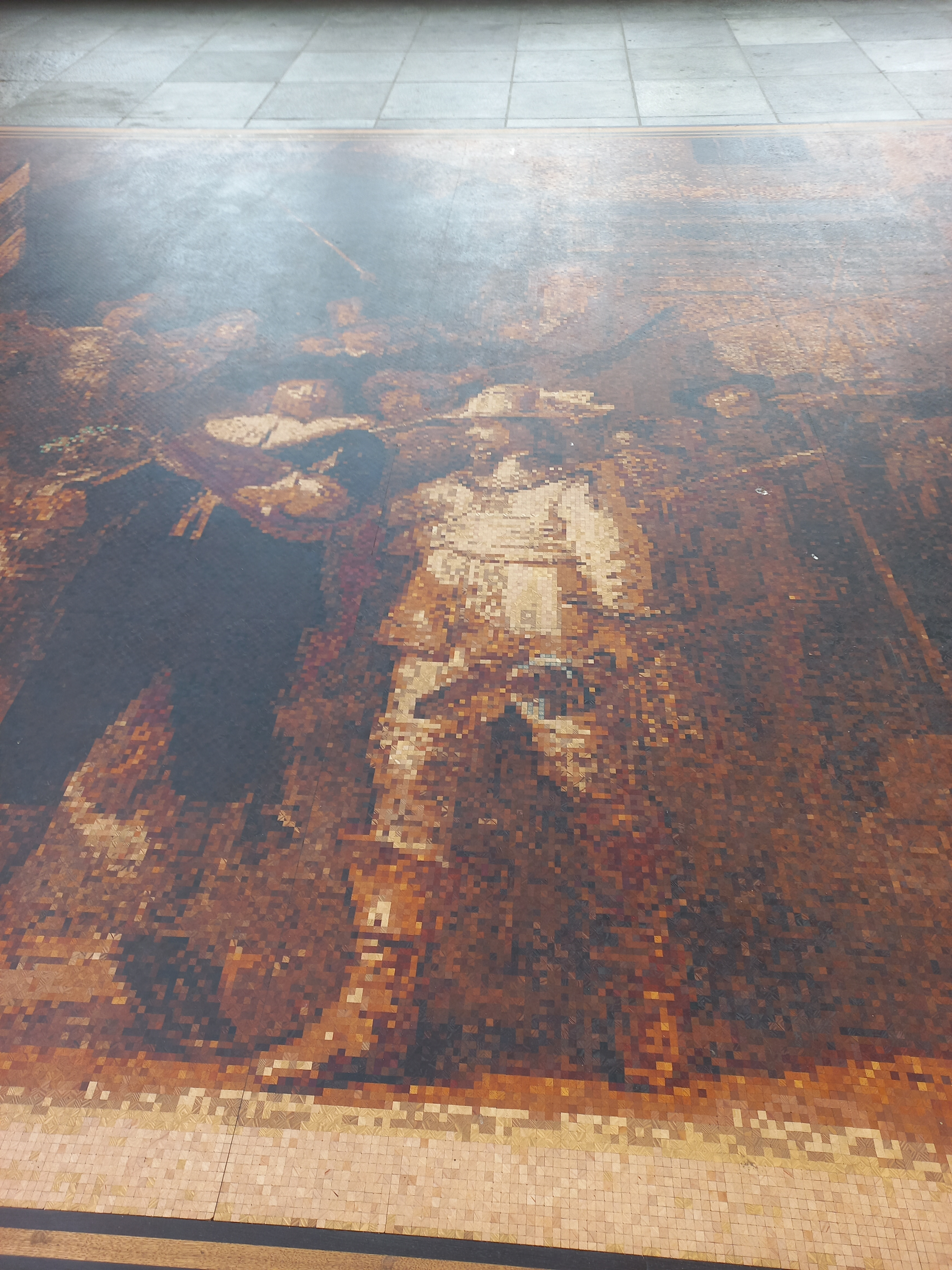
Detail (juni 2025)

De Nachtwacht in hout is een artistiek kunstwerk van kunstenaar Jakko Woudenberg in Amsterdam-Oost.
De Nachtwacht van Rembrandt van Rijn inspireerde meerdere kunstenaars tot het maken van werken die erop leken of het citeerden. Kunstenaar Woudenberg, zelf parketteur, werkte tussen 2022 en 2025 aan een exemplaar dat het best omschreven kan worden als een mozaïek van hout. Het idee stamde echter uit rond de eeuwwisseling (2000). Hij gebruikte “houten pixels” uit houtblokjes van 1 cm2 en circa 50 houtsoorten in 500 panelen om uiteindelijk het totale schilderij (inclusief het afgesneden deel) in een frame te krijgen. Het kunstwerk kreeg het uiterlijk van een parket en moet dan ook als zodanig neergelegd en gebruikt worden. Dat bezoekers er overheen lopen lag in de lijn der verwachting aldus de kunstenaar; het kunstwerk kan daarbij ook als podium dienen voor andere kunstenaars (het ligt enigszins verhoogd). 
De kunstenaar werkte er samen aan met leerlingen van het Regius College in Schagen en het Hout- en Meubileringscollege in Amsterdam. Om alles in het juiste perspectief te krijgen werd er voorts een computerprogrammeur ingeschakeld. Tijdens het werk moesten soms nieuwe houtsoorten getest worden; niet alle soorten hout bleken hetzelfde te werken (in- en uitzetten), waarop de kunstenaar op zoek moest gaan naar nieuwe soorten. Slechts hier en daar moest wat bijgeverfd worden; de beoogde groen- en blauwtinten bleken niet in de natuur te bestaan.
Het werd voor het eerst aan het publiek getoond tijdens WorldSkills/Skills the Finals in de RAI Amsterdam (20 en 21 maart 2025), daarna verplaatste het voor korte tijd naar Schagen. Vanaf 29 maart 2025 ligt het in de hal van het Station Amsterdam Amstel; het is de bedoeling dat het daar blijft liggen tot 30 juni 2025.
Al eerder legde Woudenberg een soortgelijk mozaïekparket in het voormalige raadshuis van De Rijp; het ging toen om een vertaling van een schilderij van Jan Adriaanszoon Leeghwater. 